# O-1 Bird Dog

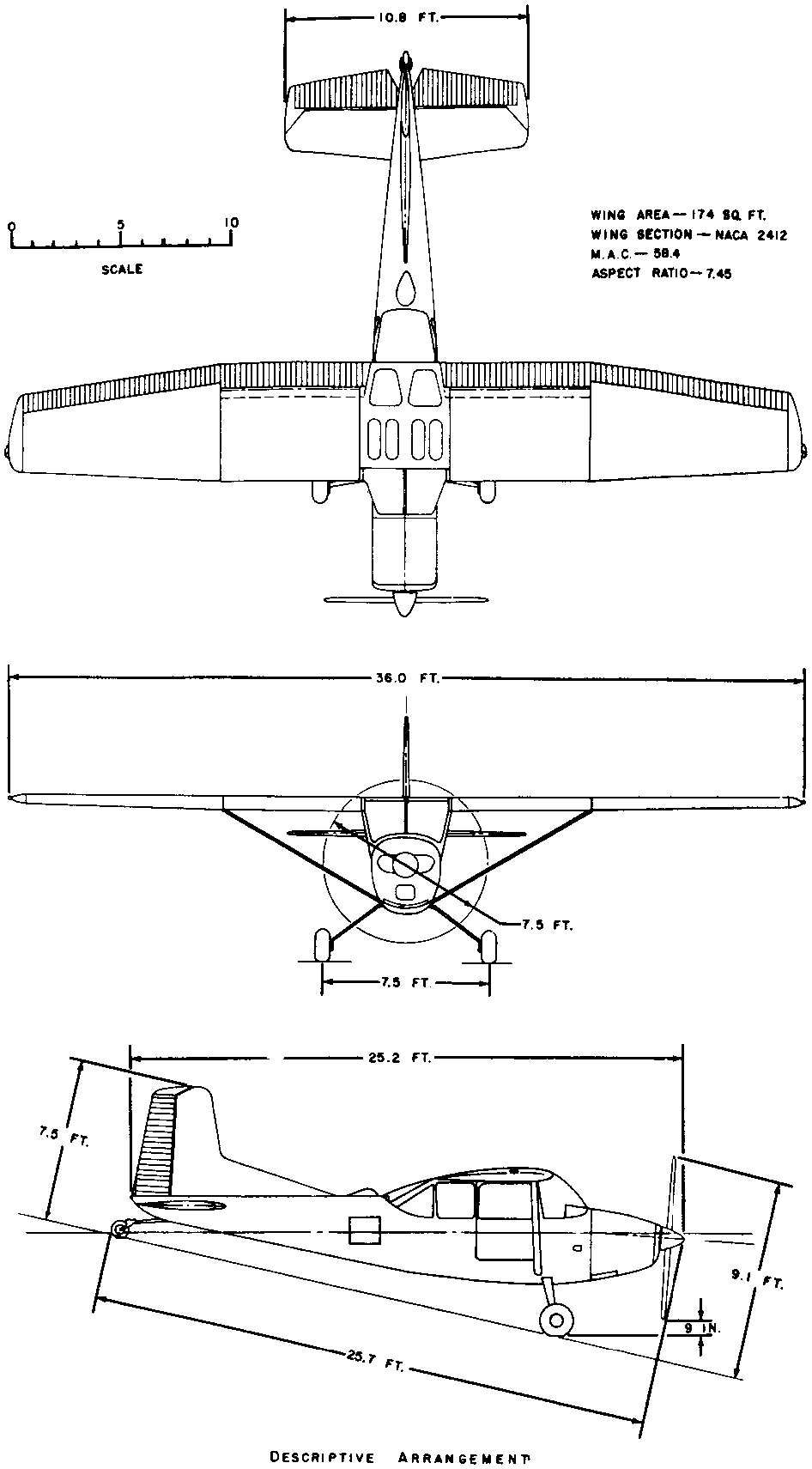
Cessna O-1C Bird Dog

Cessna O-1 Bird Dog — літак зв'язку та спостереження, який уперше здійснив політ 14 грудня 1949 року та надійшов на озброєння у 1950 році як L-19 під час Корейської війни. Служив у багатьох підрозділах Збройних сил США, був звільнений лише у 1970-х роках у кількох варіантах, а також брав участь у війні у В'єтнамі. Його також називали OE-1 і OE-2 у військово-морських силах, які літали в Корпусі морської піхоти, а в 1960-х роках він був перейменований як O-1. Він залишається цивільним warbird літаком, і є приклади в авіаційних музеях. Це був перший суцільнометалевий літак із нерухомим крилом, замовлений армією Сполучених Штатів після відділення армійських ВПС США у 1947 році. Bird Dog провів тривалу кар’єру в армії США та інших країн. Було випущено понад 3400 штук.
У 1970-х роках він був розвинений у турбогвинтову версію SIAI-Marchetti SM.1019. Експериментальним варіантом була Cessna 308, єдина модель для вивчення можливості версії для зв’язку з 4 особами.